# M39 (kanón)

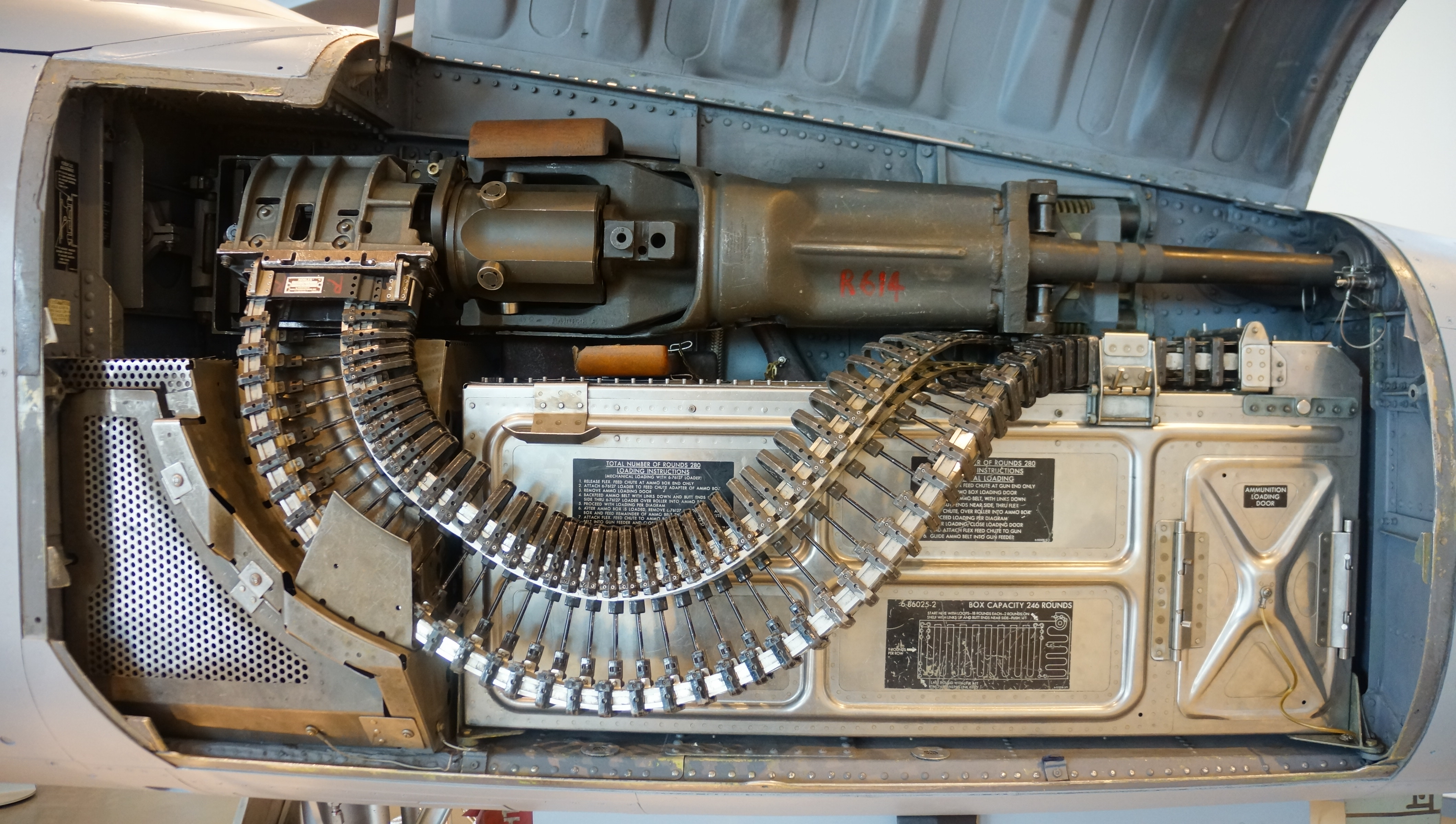
M39A2 na letounu F-5

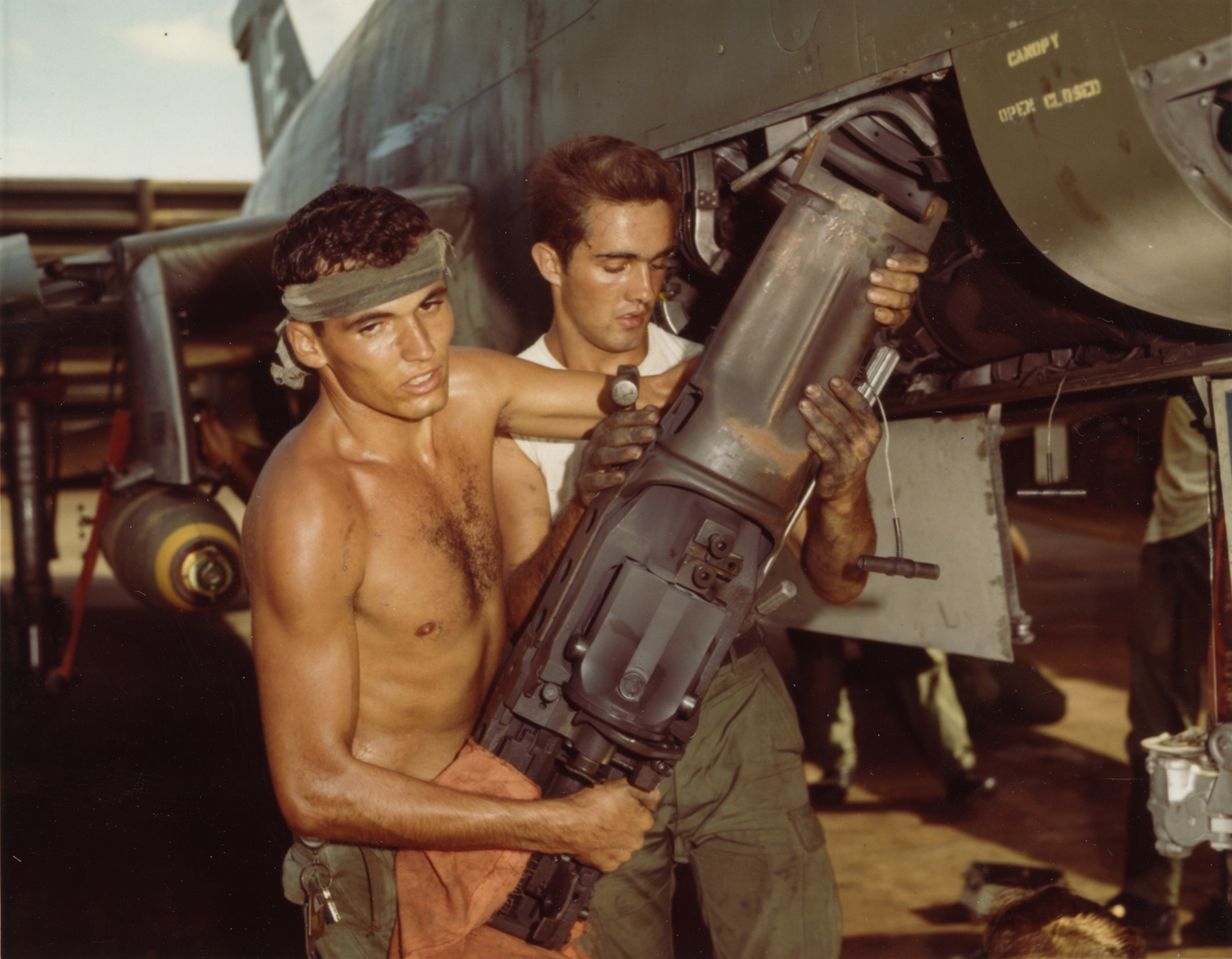
Výměna kanónu M39 na letounu F-100D Super Sabre v říjnu 1967 ve Vietnamu

Pontiac M39 je jednohlavňový revolverový kanón ráže 20mm, vyvinutý pro letectvo Spojených států v poválečných letech po druhé světové válce.

## Vývoj
M39 vyvinuli ve Springfield Armory. Byl založen na německém typu Mauser MG 213 navrženého během druhé světové války, který byl projektován jako 20 mm nebo 30 mm revolverový kanónu pro Luftwaffe. Na tomto základě vznikl i britský kanón ADEN a francouzský DEFA. Američtí vývojáři však zvolili menší 20mm náboje, aby zvýšili kadenci zbraně a úsťovou rychlost na úkor průbojnosti.
Zpočátku byla zbraň označena T-160 a instalována pro střelecké zkoušky na různých stíhacích letounech F-86 Sabre během programu Gunval na konci roku 1952 a pro vzdušné boje během korejské války na začátku roku 1953. Následně byla zbraň použita jako standardní výzbroj v letounech F-86H, F-100 Super Sabre, F-101A a F-101C Voodoo a F-5 Freedom Fighter. Dnešní modely F-5 Tiger II stále používají verzi M39A2 jako palubní kanón s 280 náboji pro jednomístné modely a 140 náboji pro dvoumístné modely.
M39 není srovnatelný s deriváty kanónu Hispano-Suiza HS.404 jako např. Colt Mk 12 používaným námořnictvem Spojených států v letounech A-4 Skyhawk a F-8 Crusader (The Last of the Gunfighters), ani s derivátem Hispano M24 používaným námořnictvem Spojených států amerických i letectvem. Obě zbraně byly nabíjeny tlakově a v podstatě jsou to jen větší kulomety, ve srovnání s revolverovým kanónem.

## Varianty

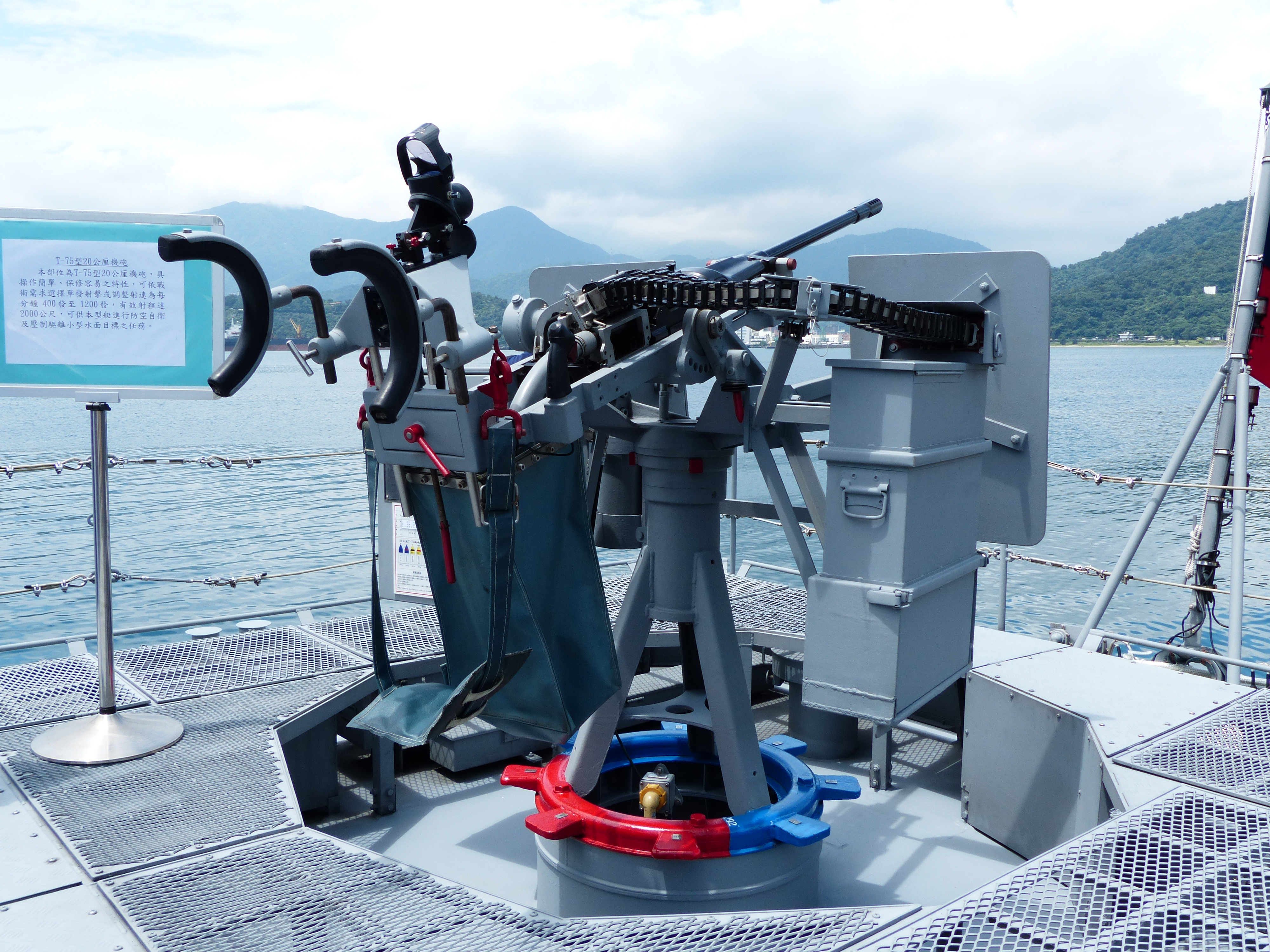
M39 jako námořní kanón T-75S tchajwanského námořnictva

T-160
M39
M39A1
M39A2
M39A3

## Letouny
- North American F-86H „Sabre“
- North American F-100 „Super Sabre“
- McDonnell F-101A a F-101C „Voodoo“
- Northrop F-5A „Freedom Fighter“
- Northrop F-5E „Tiger II“
- Grumman X-29
- Northrop F-20 „Tigershark“